# Магерешти (Горж)
Магерешти (рум. Magherești) насеље је у Румунији у округу Горж у општини Сачелу. Oпштина се налази на надморској висини од 310 m.

## Становништво
Према подацима из 2002. године у насељу је живело 435 становника, од којих су сви румунске националности.